# Cordia domestica
Cordia domestica là loài thực vật có hoa trong họ Mồ hôi. Loài này được Roth mô tả khoa học đầu tiên năm 1821.